# Gospodična Mary
Gospodična Mary je slovenski celovečerni igrani dramski TV film.
Film govori o usodni ljubezni, času brez preteklosti in prihodnosti, plehki slovenski meščanski kasti in brezizhodnosti ustvarjalne mlade inteligence.

### Zgodba
Slovenska igralka s psevdonimom Mary je iz dobro situirane meščanske družine. Zaljubi se v Petra Kocmurja, študenta zadnjega letnika arhitekture. Nekega dne v njegovi postelji najde dekle, vendar se v reko vrže zato, ker je nič v življenju ne veseli. V vodo se vrže tudi Peter, ki je sicer dober študent, vendar se počuti neustvarjalnega. Oba ven potegnejo živa.

## Kritika
Vesna Marinčič je Kumbatoviča Kalana označila za dobrega gledališkega kritika, njegovo literarno predlogo pa za nevredno ekranizacije. Napisala je, da ni razumela zgodbe in dejanj likov ter da je Klopčič po Oxygenu, Papirnatih avionih in Zgodbi, ki je ni zopet ponudil junake, ki se ne dotaknejo razuma ali srca. Maruša Oblak jo je spominjala na Mileno Zupančič. Njen poskus samomora je razumela kot dejanje iz dolgčasa, liku Petra pa je očitala, da je brez osebnosti. Dialogi so se ji zdeli prazni.

## Zasedba
- Maruša Oblak: Mary
- Rastko Krošl: Peter Kocmur
- Marija Lojk
- Anton Petje
- Boris Cavazza
- Nataša Ralijan
- Bojan Emeršič
- Tomaž Gubenšek
- Nataša Matjašec

## Ekipa
- fotografija: Žaro Tušar
- scenografija: Andrej Stražišar
- kostumografija: Alenka Bartl Prevoršek